# 사르겔리온
사르겔리온(Thargelion)은 《실마릴리온》에 등장하는 지명이다. 벨레리안드에 위치했으며, 페아노르의 아들 카란시르가 다스렸다.

## 개요
사르겔리온은 에레드 루민과 겔리온 강 사이에 위치한 곳으로 헬레보른 강을 두고 카란시르가 다스렸다. 지리적으로 벨레리안드 내외를 통과하기 위한 통로였으므로 난쟁이와 요정 사이의 무역을 통해 크게 부를 쌓았다. 그러나, 부의 축적과 관계없이 난쟁이를 경멸하는 태도 등에 관계는 여전히 냉랭했다.
모르고스가 다고르 브라골라크로 도르소니온을 장악하는 동시에 피나르핀의 아들들을 살해하고 남쪽으로 향하면서 사르겔리온도 모르고스가 점령한다. 이후 놀도르가 약화 되고 영역을 뺏긴 카란시르는 남쪽의 암라드, 암로스 형제와 함께 했다.
분노의 전쟁의 결과로 모르고스가 패배했을 때 벨레리안드 침수로 인해 함께 가라앉는다.